# Ferri-taramite
La ferri-taramite (simbolo IMA: Fi-trm) è un raro minerale del supergruppo dell'anfibolo, all'interno del quale viene collocato nel "gruppo degli anfiboli con W(OH,F,Cl)-dominante" e da lì al sottogruppo degli anfiboli di sodio-calcio dove occupa un posto nel "gruppo contenente la radice taramite nel nome"; essendo un anfibolo, appartiene agli inosilicati e pertanto alla famiglia minerale dei "silicati", e possiede composizione chimica Na(NaCa)(Mg3Fe3+2)(Si6Al2)O22(OH)2.
La ferri-taramite è definita con:
- catione sodio dominante in posizione A
- catione magnesio bivalente (Mg2+) dominante in posizione C2+
- catione ferro ferrico (Fe3+) dominante in posizione C3+
- anione idrossile (OH-) dominante in posizione W.

## Etimologia e storia
Un minerale col nome di ferri-taramite è stato introdotto con la revisione della nomenclatura degli anfiboli del 1978 (IMA 1978) e formula chimica NaCaNaFe2+3Fe3+2Si6Al2O22(OH)2 poi rinominata ferritaramite con la revisione della nomenclatura del 1997. la quale però ha una formula chimica che corrisponde all'attuale ferro-ferri-taramite definita in "IMA 2012". Secondo la nomenclatura precedente a quella del 2012 il nome di questo minerale è ferri-magnesiotaramite.
Il campione tipo del minerale è depositato presso le collezioni mineralogiche del Dipartimento di geoscienze del Museo di storia naturale svedese di Stoccolma con il numero di catalogo GEO-NRM 19221254.

## Classificazione
La classica nona edizione della sistematica dei minerali di Strunz, aggiornata dall'Associazione Mineralogica Internazionale (IMA) fino al 2009, elenca la ferri-taramite con il nome ferri-magnesiotaramite e la colloca nella classe "9. Silicati (germanati)" e da lì nella sottoclasse "9.D Inosilicati"; questa viene suddivisa più finemente in base alla struttura cristallina del minerale, in modo tale che la ferri-taramite (ferri-magnesiotaramite) possa essere trovata nella sezione "9.DE Inosilicati con catene doppie di periodo 2, Si4O11; clinoanfiboli" dove forma il sistema nº 9.DE.20.
Tale classificazione viene mantenuta anche nell'edizione successiva, proseguita dal database "mindat.org".
Anche la classificazione dei minerali secondo Dana, usata principalmente nel mondo anglosassone, elenca la ferri-taramite nella famiglia dei silicati; qui è nella classe degli "inosilicati: catene doppie non ramificate, W=2" e nella sottoclasse degli "inosilicati: catene doppie non ramificate, configurazione anfibolo W=2" dove forma il "gruppo 3, gli anfiboli sodico-calcici" con il numero di sistema 66.01.03b.

## Abito cristallino
La ferri-taramite cristallizza nel sistema monoclino nel gruppo spaziale C2/m (gruppo nº 12) con i parametri reticolari a = 9,8960(1) Å, b = 18,015(2) Å, c = 5,32164(7) Å e β = 105,00(1)°.

## Origine e giacitura
La ferri-taramite è stata trovata negli skarn ed è piuttosto rara: si conoscono la sua località tipo, la miniera di "Jakobsberg" (59.82801°N 14.10721°E) nel distretto minerario di Nordmark, presso Filipstad (Svezia); il monte Beigua in provincia di Savona (Liguria, Italia); nelle miniere di "Pinsec", "Les Moulins" e "Collioux" tutte presso Anniviers (Canton Vallese, Svizzera); presso Mendig (Renania-Palatinato, Germania); a Chlebodarovsk nel distretto di Volnovacha (Ucraina); sui monti Chibiny (in Russia); nella miniera di vermiculite di "Mud Tank" nel Territorio del Nord (Australia).

## Forma in cui si presenta in natura
La ferri-taramite si sviluppa in cristalli subedrali parzialmente poichiloblastici che formano aggregati densi di dimensioni fino a 5 mm. Il minerale è traslucido con lucentezza vitrea; il colore è nero-brunastro scuro, ma diventa da giallo-verdastro a marrone quando in schegge, mentre il colore del suo striscio è grigio giallastro.

## Proprietà ottiche
La ferri-taramite mostra un forte pleocroismo in luce trasmessa, con colori che vanno dal giallo pallido lungo {\displaystyle x}, al marrone scuro lungo {\displaystyle y}, fino al marrone giallastro lungo {\displaystyle z}.

## Minerali correlati
Un minerale con composizione chimica simile alla ferri-taramite è la ferro-ferri-taramite: in essa è dominante in posizione C2+ il ferro ferroso (Fe2+), pertanto la sua formula è Na(NaCa)(Fe2+3Fe3+2)(Si6Al2)O22(OH)2. Questo minerale non è ancora stato approvato dall'Associazione Mineralogica Internazionale; pur tuttavia è elencato tra gli anfiboli nel gruppo contenente la radice taramite nel nome e conserva la medesima classificazione Strunz-mindat (9.DE.20) della ferri-taramite.